# Trachylophus sinensis
Trachylophus sinensis är en skalbaggsart som beskrevs av Charles Joseph Gahan 1888. Trachylophus sinensis ingår i släktet Trachylophus och familjen långhorningar.
Artens utbredningsområde är Taiwan. Inga underarter finns listade i Catalogue of Life.